# Svatý Tomáš a Princův ostrov na Letních olympijských hrách 2008
Svatý Tomáš a Princův ostrov se účastnil Letní olympiády 2008. Zastupovali ho 3 sportovci (2 muži a 1 žena) ve 2 sportech. Svatý Tomáš a Princův ostrov nezískal žádnou medaili.